# Veterans
Veterans of voluit The Veterans was een Belgische popgroep.

## Carrière
In 1979 werd de groep gevormd door Gus Roan en Marc Malyster, 2 Gentenaars. In datzelfde jaar verscheen de eerste hit van The Veterans: There Ain't No Age for Rock 'n Roll. Deze single haalde de 34ste plaats in Duitsland en de 17de plaats in Oostenrijk. In 1981 scoorde The Veterans een hit in Vlaanderen met I'm Jogging

## Discografie
| Single met hitnotering(en) in de Vlaamse Ultratop 50 | Datum van verschijnen | Datum van binnenkomst | Hoogste positie | Aantal weken | Opmerkingen |
| ---------------------------------------------------- | --------------------- | --------------------- | --------------- | ------------ | ----------- |
| I'm Jogging                                          | 1980                  | 14-02-1981            | 22              | 6            |             |